# Британський метал

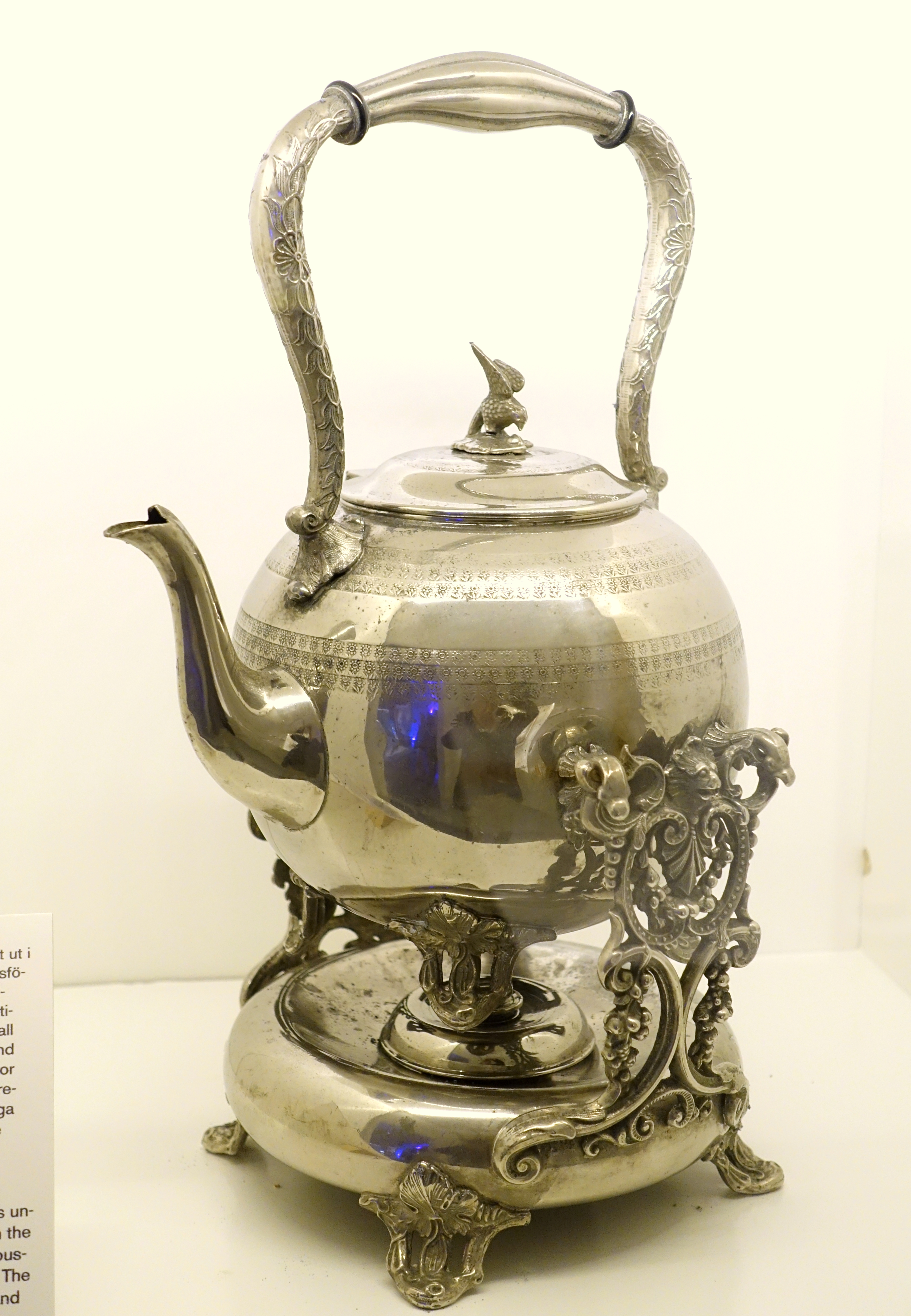
Чайник (Britannia metal) у Шведському національному музеї науки і технології

Брита́нський мета́л або Британія-метал чи (заст.) британський сплав (англ. Britannia metal) — сплав олова (Sn) (92 %) з відносно високим вмістом (6 %) стибію (Sb) і 2 % міді (Cu), що призначений для виготовлення столового посуду і прикрас. Фірмова назва «Britannia metal» чи «Британський метал» найчастіше стосується наведеного вище складу сплаву на базі олова і придумана з маркетингових міркувань. Ця назва може застосовуватись і до групи сплавів, що відомі під назвою «п'ютери». Вони складаються головним чином з олова (85…93 %) і стибію (до 10 %), але часто містять ще у невеликих кількостях мідь, цинк, а іноді і арсен.
П'ютер — сплав білого кольору, уперше створений у Шеффілді (Англія), у 1769 або 1770 році Джеймсом Вікерсом (англ. James Vickers), який отримав секрет рецептури від свого помираючого товариша. Спочатку сплав, коли його було виплавлено на умовах контракту шеффілдськими підприємцями Е.Хенкоком та Р.Джессопом (англ. Ebenezer Hancock and Richard Jessop) отримав назву «білий метал Вікерса» (англ. Vickers White Metal). У 1776 році Джеймс Вікерс запровадив власне виробництво і залишався його власником аж до своєї смерті у 1809 році, коли компанія перейшла до його сина Джона та узаконеного сина Елайджа Веста (англ. Elijah West). У 1836 році компанія була продана племіннику Джона Вікерса Ебенезеру Стейсі.
Цей метал у більшій мірі піддається обробці тиском ніж литтю. Температура плавлення сплаву 255°C.
Основні механічні властивості:
- Відносне видовження при розтягу — 40 %
- Границя міцності при розтягу — 23,8 МПа;
- Твердість за шкалою Брінелля — 60 МПа;
- Модуль Юнга — 53 ГПа.

З розвитком технологій гальванопластики та гальваностегії з 1846 року сплав став широко використовуватись як базовий метал для виготовлення посріблених предметів домашнього ужитку та столових приладь спочатку в Англії, а потім, і в інших країнах. З нього виготовляли ложки, чайники, цукорниці, молочники, свічники, сільнички тощо.
Для назви в іноземній літературі часто використовується скорочення EPBM від англ. electroplated Britannia metal (гальванічно покритий британський метал) і розглядається як дешевша альтернатива нейзильберу з гальванопокриттям (англ. EPNS – electroplated nickel silver).
Один з примітних прикладів використання сплаву — виготовлення статуеток кінопремії Оскар. 8½—фунтові статуетки виготовлені з британського металу з покриттям із золота.